# Thiomargarita namibiensis
Thiomargarita namibiensis – gatunek bakterii siarkowej. Wyizolowany z osadu dennego u wybrzeży Namibii w 1997 roku i opisany dwa lata później jako największa znana bakteria. Nazwa Thiomargarita oznacza „siarkową perłę”, ze względu na charakterystyczny obraz widziany pod mikroskopem przypominający sznur pereł. Pojedyncza komórka zwykle ma od 0,1 do 0,3 mm średnicy, ale może osiągać 0,75 mm. W odróżnieniu od niektórych bakterii siarkowych, z którymi jest spokrewniona, nie tworzy nici, lecz poszczególne komórki tworzą sznur utrzymujący się razem dzięki śluzowatej otoczce. Ma również od nich szerszy zakres tolerancji ekologicznej, znosząc wystawienie na działanie tlenu atmosferycznego. Również znosi niekorzystne warunki pokarmowe. W swoim siedlisku występuje pospolicie.